# Dentalium neohexagonum
Dentalium neohexagonum is een Scaphopodasoort uit de familie van de Dentaliidae. De wetenschappelijke naam van de soort is voor het eerst geldig gepubliceerd in 1897 door Sharp & Pilsbry in Pilsbry & Sharp.